# Dilexit nos
Dilexit nos (с лат. — «Он возлюбил нас») — четвёртая энциклика папы римского Франциска, опубликованная 24 октября 2024 года с подзаголовком «О человеческой и божественной любви Сердца Иисуса Христа». Подобно предыдущим энцикликам, в Dilexit nos Папа Франциск критикует современные явления, такие как индивидуализм, социальное и экономическое неравенство и «использование технологий, которое угрожает нашему человечеству», и призывает к повторному открытию «сердца» как пути к единству, миру и примирению в современную эпоху.
Папа Франциск объявил в июне 2024 года, что он опубликует документ, посвященный поклонению Святейшему Сердцу, и он был опубликован 24 октября 2024 года.
Энциклика была описана как наименее непосредственно сосредоточенная на политических или социальных вопросах и более духовная, чем её предшественницы Laudato Si' и Fratelli Tutti. Однако архиепископ Бруно Форте из Дикастерии доктрины веры, представивший энциклику на пресс-конференции, назвал её актуальной для «драматическим вызовам настоящего времени».

## Предыстория
Dilexit nos следует линии папских энциклик, полностью посвященных Святейшему Сердцу, наследовавшей энцикликам 1956 года Папы Пия XII Haurietis aquas, 1928 года Miserentissimus Redemptor Папы Пия XI и 1899 года Annum sacrum Папы Льва XIII.
В первой сноске Папа Франциск ссылается в качестве источника вдохновения на труды аргентинского иезуита Диего Фареса, у которого Франциск был настоятелем, наставником и духовным руководителем.